# Farid Belkahia
Farid Belkahia est un peintre marocain, né le 15 novembre 1934 à Marrakech et mort à Marrakech le 25 septembre 2014. Il est l'un des artistes contemporains les plus importants du Maroc contemporain. Il est connu pour ses œuvres peintes sur les cuirs avec des matériaux naturels.  

## Biographie
Né  à Marrakech, Farid Belkahia grandit à Amizmiz où son père Mhamed Belkahia tient un commerce. Son éveil artistique se fait auprès du cercle d'amis de sa famille, parmi lesquels se trouvent les peintres Olek Teslar et Jeannine Guillou. Par son intermédiaire, il rencontre Nicolas de Staël, peintre français d'origine russe, lors de son séjour au Maroc en 1937. 
Dans son adolescence, il devient apprenti dans l'atelier d'Olek Teslar et se distancie des styles orientalistes qui persistent dans l'enseignement artistique académique. Après des études secondaires à El Jadida puis Marrakech, Farid Belkahia enseigne la peinture à Ouarzazate. Après une première exposition à Marrakech en 1953, il part pour Paris où il est accueilli par l'écrivain François Mauriac. Ici, il fréquente de 1955 à 1959 les Beaux-Arts de Paris. Il s'intéresse alors aux œuvres de Rouault et de Klee. De 1959 à 1962 une bourse lui permet de compléter sa formation et d'étudier la création de décors de théâtre en Tchécoslovaquie. À Prague il rencontre Henri Alleg, Elsa Triolet, Louis Aragon, et Pablo Neruda. 
Durant ces années, il réalise un ensemble d'œuvres expressionnistes à propos de la guerre d'indépendance algérienne (dont Tortures 1961-2) et il exprime son soutien à la révolution cubaine avec son tableau Cuba Si 1961. 

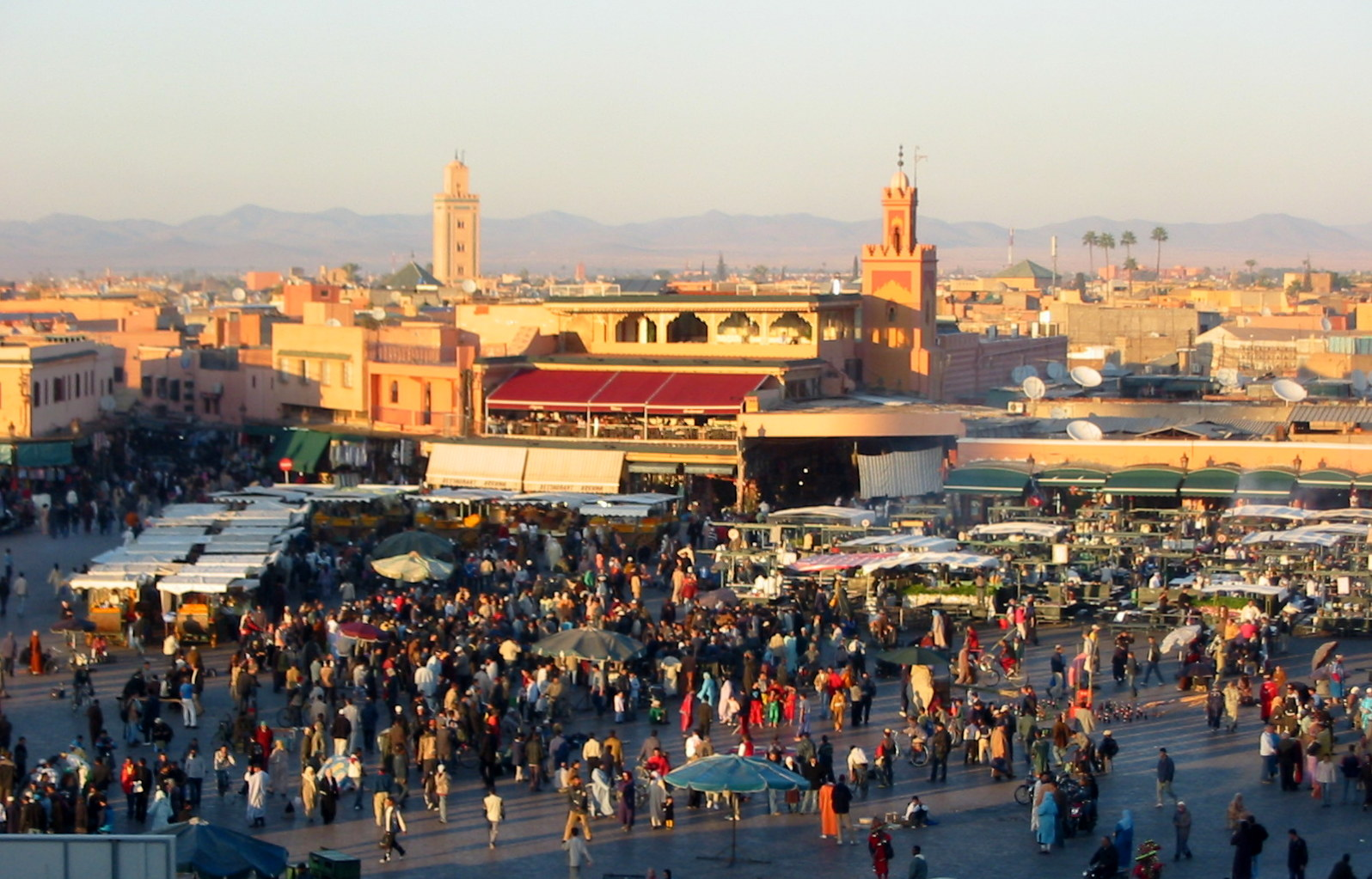
La place Jemaa el-Fna de Marrakech.

De retour au Maroc en 1962, il est nommé directeur de l'École des beaux-arts de Casablanca, fonction qu'il assume jusqu'en 1974. Il commence à cette époque à travailler le cuivre. Il participe en 1966 à la revue Souffles et organise en 1969 une grande exposition sur la place Jemaa el-Fna de Marrakech et à Casablanca, avec Mohamed Hamidi, Mohamed Ataallah, Mohamed Chebaa, et Mohamed Melihi. Après 1974 il se consacre entièrement à son art, utilisant pour ses œuvres le cuivre, la peau, les bois découpés, les colorants naturels, recréant, notamment à partir des signes berbères, des symboles graphiques universels. « Le henné, la peau, ce sont mes souvenirs, ma grand-mère, le milieu dans lequel j’ai grandi, les odeurs que je connais. », confie-t-il.  
Il cofonde le Groupe de Casablanca avec des artistes tels que Mohammed Chabâa et Mohammed Melehi.  
Farid Belkahia effectue de nombreux voyages au Moyen-Orient, dans le Sahel, la Chine, l’Amérique latine. Il construit en 1980 une maison en terre avec l’architecte Abderrahim Sijelmassi. Vivant et travaillant à Marrakech, il épouse en 1990 l’écrivaine Rajae Benchemsi.  
Belkahia impose l'idée d'une peinture indépendante de l'héritage colonial et instaure des valeurs contemporaines qui vont influencer des générations d'artistes au Maroc et lui donner une présence internationale. L'artiste participe à l'exposition Partage d'Exotismes et son œuvre est collectionnée par les musées internationaux, notamment le Mathaf, Musée Arabe d'Art Moderne à Doha, ainsi que par la Fondation ONA et la Société générale. 
Jilali Gharbaoui (1930-1971) et Ahmed Cherkaoui (1934-1967) sont deux autres peintres non figuratifs marocains contemporains de Farid Belkahia.

## Expositions personnelles
- 1953 : Première exposition à Marrakech
- 1955-1957 : Galerie Mamounia, Rabat
- 1957 : Galerie Bab Rouah, Rabat
- 1960 : Exposition à Tanger, Rabat, Casablanca et Marrakech
- 1962 : Galerie Bab Rouah, Rabat
- 1965 : Galerie municipale, Casablanca
- 1967 : Cuivres, Galerie municipale, Casablanca
- 1972 : Cuivres, Galerie du Café Théâtre, Casablanca; Galerie Design Steel, Paris; Relief, Galerie L’Atelier, Rabat
- 1973 : Monotypes, Galerie L’Atelier, Rabat
- 1977 : Dessins, Galerie l’Atelier, Rabat; Reliefs, Galerie Structure BS, Rabat
- 1979 : Cuivres et peintures sur peau, Moussem culturel d’Asilah
- 1980 : Galerie Nadar, Casablanca; Galerie Documenta, Copenhague
- 1983 : Intégration en peau pour l’aéroport de Riyad, Arabie Saoudite
- 1984 : Galerie Al Kassabah, Asilah; 25 ans de dessins, Galerie Alif Ba, Casablanca; Centre culturel espagnol, Fès; Galerie L’Atelier, Rabat
- 1986 : Musée El Batha, Fès; Maison de la culture du Havre
- 1990 : Galerie Ervaln, Paris
- 1993 : Galerie Al Manar, Casablanca
- 1994 : Galerie Schauer, Paris
- 1995 : Galerie Darat al Funun, Amman
- 1996 : Galerie Climats, Paris; Galerie Motier, Genève
- 1997 : Galerie Al Manar, Casablanca
- 1998 : Galerie Delacroix, Tanger
- 1999 : Musée des Arts d’Afrique et d’Océanie, Paris; Musée d’Art moderne et contemporain, Nice; Galerie A.Farhat, Tunis
- 2000 : La Veinerie, Bruxelles
- 2004 : Matisse Art Gallery, Marrakech
- 2005 : La dérive des continents (12 mappemondes), Institut du Monde Arabe Paris (catalogue); Galerie Bab Rouah, Rabat
- 2007 : Matisse Art Gallery, Marrakech
- 2019 : Belkahia Contemporain, Artorium art space, Casablanca[7]
- 2021 : 
  - Centre Pompidou, Paris[6]
  - Farid Belkahia, the Cosmogonic artist, Selma Feriani Gallery, Tunis[8]

## Expositions collectives (sélection)
- 1959 - 1961 : Biennale de Paris
- 1966 : Festival des Arts nègres, Dakar
- 1967 : Festival panafricain, Alger
- 1969 : Exposition Manifeste, Jamaâ El Fna, Marrakech; place du 16 novembre, Casablanca
- 1974 : Première Biennale arabe, Bagdad
- 1978 : Peintres arabes, centre culturel irakien, Londres
- 1980 : Peinture contemporaine marocaine, Fondation Miro, Barcelone: FIAC, Grand Palais; Salon de mai, Paris
- 1988 : Peinture contemporaine marocaine, Bruxelles, Ostende, Liège
- 1991 : Quatre peintres du Maroc, Belkahia, Bellamine, Cherkaoui, Kacimi, Institut du monde arabe, Paris
- 1993 : Méditerranée, jeux de lumières, musée de l’Ephèbe, cap d’Agde
- 1994 : Rencontres africaines, Institut du monde arabe, Paris
- 1996 : Fiesta des Suds, Marseille
- 2000 : Biennale de Lyon

## Illustration
- Le Rêve de Samarkand, poèmes de Abdelwahab Meddeb, Éditions Fata Morgana, 1997
- Toucher la lumière, poèmes d’Adonis, Éditions Fata Morgana, 1997
- Paroles de nuit, poèmes de Rajae Benchemsi, Éditions Marsam, Rabat, 1997
- L’Enfant de cendre, poèmes de Salah Stétié, Éditions Fata Morgana, 1998
- Marrakech, lumière sur lumière, poèmes de Nicolee de Pontcharra, Édition Al Manar, Neuilly-sur-Seine, 1999
- Ayn, poèmes de Jean-Clarence Lambert, Éditions Al Manar, Neuilly-sur-Seine, 2001
- Matière, texte de Salah Stétié, Éditions Alain Gorius, 2005

### Filmographie
- Plus près de la terre, d’Yves de Peretti, Arte (France), 2M (Maroc), 1988
- Paya et Talla, une visite chez Farid Belkahia, de Raoul Ruiz, Institut du monde arabe, Paris, Maison de la Culture du Havre, 1988
- L’arte e la terra, Rai-sat Art-Italie, 2003